# Liste der Nummer-eins-Hits in Südkorea (2015)
Dies ist eine Liste der Nummer-eins-Hits in Südkorea im Jahr 2015, basierend auf den offiziellen Gaon Charts.

## Singles
| ← 2014 ← | Liste der Nummer-eins-Hits in Südkorea | Liste der Nummer-eins-Hits in Südkorea      | Liste der Nummer-eins-Hits in Südkorea               | 2016 →                    |
| \| Zeitraum \| Wo. ges. \| Interpret \| Titel Autor(en) \| Zusätzliche Informationen \| \| (Zeitraum, Wochen auf Platz eins, Interpret, Titel, Autor[en], zusätzliche Informationen) \| \| \| \| \| \| ----------------------------------------------------------------------------------------- \| -------- \| ------------------------------------------- \| ---------------------------------------------------- \| ------------------------- \| \| 28. Dezember 2014 – 3. Januar 2015 1 Woche \| 1 \| EXID \| Up & Down \| – \| \| 4. Januar 2015 – 10. Januar 2015 1 Woche \| 1 \| Jonghyun \| Deja-Boo \| – \| \| 11. Januar 2015 – 17. Januar 2015 1 Woche \| 1 \| Mad Clown feat. Jinsil of Mad Soul Child \| Fire \| – \| \| 18. Januar 2015 – 24. Januar 2015 1 Woche \| 1 \| Jeong Seung-hwan, Park Yoon-ha \| I Have to Forget You \| – \| \| 25. Januar 2015 – 31. Januar 2015 1 Woche \| 1 \| Davichi \| Cry Again \| – \| \| 1. Februar 2015 – 7. Februar 2015 1 Woche \| 1 \| Zion.T and Crush \| Just \| – \| \| 8. Februar 2015 – 28. Februar 2015 3 Wochen \| 3 \| Naul \| You from the Same Time \| – \| \| 1. März 2015 – 14. März 2015 2 Wochen \| 2 \| MC Mong feat. Chancellor of The Channels \| Love Mash \| – \| \| 15. März 2015 – 21. März 2015 1 Woche \| 1 \| Huh Gak \| Snow of April \| – \| \| 22. März 2015 – 28. März 2015 1 Woche \| 1 \| Shin Jimin feat. Iron \| Puss \| – \| \| 29. März 2015 – 11. April 2015 2 Wochen \| 2 \| Miss A \| Only You \| – \| \| 12. April 2015 – 25. April 2015 2 Wochen \| 2 \| Park Jin-young feat. Jessi \| Who’s Your Mama? \| – \| \| 26. April 2015 – 16. Mai 2015 3 Wochen \| 3 \| Big Bang \| Loser \| – \| \| 17. Mai 2015 – 23. Mai 2015 1 Woche \| 1 \| IU \| Heart \| – \| \| 24. Mai 2015 – 30. Mai 2015 1 Woche \| 1 \| Shinee \| View \| – \| \| 31. Mai 2015 – 6. Juni 2015 1 Woche \| 1 \| Big Bang \| Bang Bang Bang \| – \| \| 7. Juni 2015 – 13. Juni 2015 1 Woche \| 1 \| Exo \| Love Me Right \| – \| \| 14. Juni 2015 – 20. Juni 2015 1 Woche \| 1 \| Baek A-yeon feat. Younghyun \| Shouldn’t Have \| – \| \| 21. Juni 2015 – 27. Juni 2015 1 Woche \| 1 \| Sistar \| Shake It \| – \| \| 28. Juni 2015 – 4. Juli 2015 1 Woche \| 1 \| Big Bang \| If You \| – \| \| 5. Juli 2015 – 11. Juli 2015 1 Woche \| 1 \| Girls’ Generation \| Party \| – \| \| 12. Juli 2015 – 18. Juli 2015 1 Woche \| 1 \| hyukoh \| Come and Goes \| – \| \| 19. Juli 2015 – 25. Juli 2015 1 Woche \| 1 \| Zion.T \| Yanghwa BRDG \| – \| \| 26. Juli 2015 – 1. August 2015 1 Woche \| 1 \| hyukoh \| Wi Ing Wi Ing \| – \| \| 2. August 2015 – 15. August 2015 2 Wochen \| 2 \| Big Bang \| Let’s Not Fall in Love \| – \| \| 16. August 2015 – 22. August 2015 1 Woche \| 1 \| Incredivle, Tablo, Jinusean \| Oppa’s Car \| – \| \| 23. August 2015 – 12. September 2015 3 Wochen \| 3 \| Park Myeong-soo, IU \| Leon \| – \| \| 13. September 2015 – 19. September 2015 1 Woche \| 1 \| iKON \| My Type \| – \| \| 20. September 2015 – 26. September 2015 1 Woche \| 1 \| Gary feat. Miwoo \| Get Some Air \| – \| \| 27. September 2015 – 3. Oktober 2015 1 Woche \| 1 \| Im Chang-jung \| Love Again \| – \| \| 4. Oktober 2015 – 10. Oktober 2015 1 Woche \| 1 \| Taeyeon feat. Verbal Jint \| I \| – \| \| 11. Oktober 2015 – 17. Oktober 2015 1 Woche \| 1 \| Zion.T \| No Make Up \| – \| \| 18. Oktober 2015 – 31. Oktober 2015 2 Wochen \| 2 \| IU \| Twenty-Three Lee Jong-hoon, Lee Chae-kyu, Lee Ji-eun \| – \| \| 1. November 2015 – 7. November 2015 1 Woche \| 1 \| Zico feat. Babylon \| Boys and Girls \| – \| \| 8. November 2015 – 14. November 2015 1 Woche \| 1 \| 4Men \| Hug Me \| – \| \| 15. November 2015 – 21. November 2015 1 Woche \| 1 \| iKON \| Apology \| – \| \| 22. November 2015 – 28. November 2015 1 Woche \| 1 \| Oh Hyuk \| A Little Girl \| – \| \| 29. November 2015 – 5. Dezember 2015 1 Woche \| 1 \| Psy feat. CL von 2NE1 \| Daddy \| – \| \| 6. Dezember 2015 – 12. Dezember 2015 1 Woche \| 1 \| Zico feat. Zion.T \| Eureka \| – \| \| 13. Dezember 2015 – 19. Dezember 2015 1 Woche \| 1 \| 윤미래 / Yoon Mi-rae \| 사랑이 맞을거야 / This Love \| – \| \| 20. Dezember 2015 – 26. Dezember 2015 1 Woche \| 1 \| 터보 feat. 유재석 / Turbo feat. Yoo Jae Suk \| 다시 / Again \| – \| \| 27. Dezember 2015 – 2. Januar 2016 1 Woche \| 1 \| 개리 feat. 개코 / Gary feat. Gaeko \| 또 하루 / Lonely Night \| – \| |                                        |                                             |                                                      |                           |
| ← 2014 |                                        |                                             |                                                      | → 2016 →                  |
| Zeitraum | Wo. ges.                               | Interpret                                   | Titel Autor(en)                                      | Zusätzliche Informationen |
| (Zeitraum, Wochen auf Platz eins, Interpret, Titel, Autor[en], zusätzliche Informationen) |                                        |                                             |                                                      |                           |
| 28. Dezember 2014 – 3. Januar 2015 1 Woche | 1                                      | EXID                                        | Up & Down                                            | –                         |
| 4. Januar 2015 – 10. Januar 2015 1 Woche | 1                                      | Jonghyun                                    | Deja-Boo                                             | –                         |
| 11. Januar 2015 – 17. Januar 2015 1 Woche | 1                                      | Mad Clown feat. Jinsil of Mad Soul Child    | Fire                                                 | –                         |
| 18. Januar 2015 – 24. Januar 2015 1 Woche | 1                                      | Jeong Seung-hwan, Park Yoon-ha              | I Have to Forget You                                 | –                         |
| 25. Januar 2015 – 31. Januar 2015 1 Woche | 1                                      | Davichi                                     | Cry Again                                            | –                         |
| 1. Februar 2015 – 7. Februar 2015 1 Woche | 1                                      | Zion.T and Crush                            | Just                                                 | –                         |
| 8. Februar 2015 – 28. Februar 2015 3 Wochen | 3                                      | Naul                                        | You from the Same Time                               | –                         |
| 1. März 2015 – 14. März 2015 2 Wochen | 2                                      | MC Mong feat. Chancellor of The Channels    | Love Mash                                            | –                         |
| 15. März 2015 – 21. März 2015 1 Woche | 1                                      | Huh Gak                                     | Snow of April                                        | –                         |
| 22. März 2015 – 28. März 2015 1 Woche | 1                                      | Shin Jimin feat. Iron                       | Puss                                                 | –                         |
| 29. März 2015 – 11. April 2015 2 Wochen | 2                                      | Miss A                                      | Only You                                             | –                         |
| 12. April 2015 – 25. April 2015 2 Wochen | 2                                      | Park Jin-young feat. Jessi                  | Who’s Your Mama?                                     | –                         |
| 26. April 2015 – 16. Mai 2015 3 Wochen | 3                                      | Big Bang                                    | Loser                                                | –                         |
| 17. Mai 2015 – 23. Mai 2015 1 Woche | 1                                      | IU                                          | Heart                                                | –                         |
| 24. Mai 2015 – 30. Mai 2015 1 Woche | 1                                      | Shinee                                      | View                                                 | –                         |
| 31. Mai 2015 – 6. Juni 2015 1 Woche | 1                                      | Big Bang                                    | Bang Bang Bang                                       | –                         |
| 7. Juni 2015 – 13. Juni 2015 1 Woche | 1                                      | Exo                                         | Love Me Right                                        | –                         |
| 14. Juni 2015 – 20. Juni 2015 1 Woche | 1                                      | Baek A-yeon feat. Younghyun                 | Shouldn’t Have                                       | –                         |
| 21. Juni 2015 – 27. Juni 2015 1 Woche | 1                                      | Sistar                                      | Shake It                                             | –                         |
| 28. Juni 2015 – 4. Juli 2015 1 Woche | 1                                      | Big Bang                                    | If You                                               | –                         |
| 5. Juli 2015 – 11. Juli 2015 1 Woche | 1                                      | Girls’ Generation                           | Party                                                | –                         |
| 12. Juli 2015 – 18. Juli 2015 1 Woche | 1                                      | hyukoh                                      | Come and Goes                                        | –                         |
| 19. Juli 2015 – 25. Juli 2015 1 Woche | 1                                      | Zion.T                                      | Yanghwa BRDG                                         | –                         |
| 26. Juli 2015 – 1. August 2015 1 Woche | 1                                      | hyukoh                                      | Wi Ing Wi Ing                                        | –                         |
| 2. August 2015 – 15. August 2015 2 Wochen | 2                                      | Big Bang                                    | Let’s Not Fall in Love                               | –                         |
| 16. August 2015 – 22. August 2015 1 Woche | 1                                      | Incredivle, Tablo, Jinusean                 | Oppa’s Car                                           | –                         |
| 23. August 2015 – 12. September 2015 3 Wochen | 3                                      | Park Myeong-soo, IU                         | Leon                                                 | –                         |
| 13. September 2015 – 19. September 2015 1 Woche | 1                                      | iKON                                        | My Type                                              | –                         |
| 20. September 2015 – 26. September 2015 1 Woche | 1                                      | Gary feat. Miwoo                            | Get Some Air                                         | –                         |
| 27. September 2015 – 3. Oktober 2015 1 Woche | 1                                      | Im Chang-jung                               | Love Again                                           | –                         |
| 4. Oktober 2015 – 10. Oktober 2015 1 Woche | 1                                      | Taeyeon feat. Verbal Jint                   | I                                                    | –                         |
| 11. Oktober 2015 – 17. Oktober 2015 1 Woche | 1                                      | Zion.T                                      | No Make Up                                           | –                         |
| 18. Oktober 2015 – 31. Oktober 2015 2 Wochen | 2                                      | IU                                          | Twenty-Three Lee Jong-hoon, Lee Chae-kyu, Lee Ji-eun | –                         |
| 1. November 2015 – 7. November 2015 1 Woche | 1                                      | Zico feat. Babylon                          | Boys and Girls                                       | –                         |
| 8. November 2015 – 14. November 2015 1 Woche | 1                                      | 4Men                                        | Hug Me                                               | –                         |
| 15. November 2015 – 21. November 2015 1 Woche | 1                                      | iKON                                        | Apology                                              | –                         |
| 22. November 2015 – 28. November 2015 1 Woche | 1                                      | Oh Hyuk                                     | A Little Girl                                        | –                         |
| 29. November 2015 – 5. Dezember 2015 1 Woche | 1                                      | Psy feat. CL von 2NE1                       | Daddy                                                | –                         |
| 6. Dezember 2015 – 12. Dezember 2015 1 Woche | 1                                      | Zico feat. Zion.T                           | Eureka                                               | –                         |
| 13. Dezember 2015 – 19. Dezember 2015 1 Woche | 1                                      | 윤미래 / Yoon Mi-rae                        | 사랑이 맞을거야 / This Love                          | –                         |
| 20. Dezember 2015 – 26. Dezember 2015 1 Woche | 1                                      | 터보 feat. 유재석 / Turbo feat. Yoo Jae Suk | 다시 / Again                                         | –                         |
| 27. Dezember 2015 – 2. Januar 2016 1 Woche | 1                                      | 개리 feat. 개코 / Gary feat. Gaeko          | 또 하루 / Lonely Night                               | –                         |

## Alben
| ← 2014 ← | Liste der Nummer-eins-Hits in Südkorea | Liste der Nummer-eins-Hits in Südkorea | Liste der Nummer-eins-Hits in Südkorea                                                        | 2016 → |
| \| Zeitraum \| Wo. ges. \| Interpret \| Titel \| Zusätzliche Informationen \| \| (Zeitraum, Wochen auf Platz eins, Interpret, Titel, zusätzliche Informationen) \| \| \| \| \| \| ------------------------------------------------------------------------------ \| -------- \| ---------------------------- \| --------------------------------------------------------------------------------------------- \| ----------------------------------------------------------------------------------------------------------------------------------------- \| \| 28. Dezember 2014 – 3. Januar 2015 1 Woche \| 1 \| 소나무 / Sonamoo \| Deja Vu \| – \| \| 4. Januar 2015 – 10. Januar 2015 1 Woche \| 1 \| 비투비 / BtoB \| The Winter’s Tale \| – \| \| 11. Januar 2015 – 17. Januar 2015 1 Woche \| 1 \| 종현 / Jonghyun \| Base – The 1st Mini Album \| – \| \| 18. Januar 2015 – 24. Januar 2015 1 Woche (insgesamt 2) \| 2 \| 정용화 / Jung Yong Hwa \| 어느 멋진 날 / One Fine Day \| – \| \| 25. Januar 2015 – 31. Januar 2015 1 Woche (insgesamt 2) \| 2 \| 인피니트H / Infinite H \| Fly Again \| – \| \| 1. Februar 2015 – 7. Februar 2015 1 Woche (insgesamt 2) \| 2 \| 정용화 / Jung Yong Hwa \| 어느 멋진 날 / One Fine Day \| – \| \| 8. Februar 2015 – 14. Februar 2015 1 Woche (insgesamt 2) \| 2 \| 인피니트H / Infinite H \| Fly Again \| – \| \| 15. Februar 2015 – 21. Februar 2015 1 Woche \| 1 \| 니엘 / Niel \| ONIELy – 1st Solo \| – \| \| 22. Februar 2015 – 28. Februar 2015 1 Woche \| 1 \| 빅스 / VIXX \| Boys’ Record \| – \| \| 1. März 2015 – 7. März 2015 1 Woche \| 1 \| 준수 / Xia \| Flower \| – \| \| 8. März 2015 – 14. März 2015 1 Woche \| 1 \| 동해&은혁 / Super Junior D&E \| The Beat Goes On \| – \| \| 15. März 2015 – 21. März 2015 1 Woche \| 1 \| 레드벨벳 / Red Velvet \| Ice Cream Cake – The 1st Mini Album \| – \| \| 22. März 2015 – 28. März 2015 1 Woche \| 1 \| FT 아일랜드 / F. T. Island \| I Will \| – \| \| 29. März 2015 – 25. April 2015 4 Wochen \| 4 \| Exo \| Exodus (Korean Ver.) \| – \| \| 26. April 2015 – 2. Mai 2015 1 Woche \| 1 \| 빅뱅 / Big Bang \| M \| – \| \| 3. Mai 2015 – 9. Mai 2015 1 Woche (insgesamt 2) \| 2 \| 방탄소년단 / BTS \| 화양연화 pt.1 / The Most Beautiful Moment in Life, Part 1 \| – \| \| 10. Mai 2015 – 16. Mai 2015 1 Woche \| 1 \| 김성규 / Kim Sung-kyu \| 27 – 2nd Mini Album \| – \| \| 17. Mai 2015 – 30. Mai 2015 2 Wochen \| 2 \| 샤이니 / Shinee \| Odd – The 4th Album \| – \| \| 31. Mai 2015 – 13. Juni 2015 2 Wochen \| 2 \| Exo \| Love Me Right – The 2nd Album Repackage (Korean Ver.) \| – \| \| 14. Juni 2015 – 20. Juni 2015 1 Woche \| 1 \| 2PM \| No. 5 \| – \| \| 21. Juni 2015 – 27. Juni 2015 1 Woche \| 1 \| 틴 탑 / Teen Top \| Natural Born Teen Top \| – \| \| 28. Juni 2015 – 4. Juli 2015 1 Woche \| 1 \| 비투비 / BtoB \| Complete \| – \| \| 5. Juli 2015 – 11. Juli 2015 1 Woche \| 1 \| 빅뱅 / Big Bang \| D \| – \| \| 12. Juli 2015 – 18. Juli 2015 1 Woche \| 1 \| 인피니트 / Infinite \| Reality \| – \| \| 19. Juli 2015 – 24. Juli 2015 1 Woche \| 1 \| 동방신기 / TVXQ \| Rise as God \| – \| \| 25. Juli 2015 – 1. August 2015 1 Woche \| 1 \| 비스트 / Beast \| Ordinary \| – \| \| 2. August 2015 – 8. August 2015 1 Woche \| 1 \| 샤이니 / Shinee \| Married to the Music – The 4th Album Repackage \| – \| \| 9. August 2015 – 15. August 2015 1 Woche \| 1 \| 빅뱅 / Big Bang \| E \| – \| \| 16. August 2015 – 29. August 2015 2 Wochen \| 2 \| 소녀시대 / Girls’ Generation \| Lion Heart – The 5th Album \| – \| \| 30. August 2015 – 5. September 2015 1 Woche \| 1 \| (Verschiedene Interpreten) \| 삼둥이 클래식: 대한, 민국, 만세와 함께하는 클래식 음악 여행 / Song Il Kook’s Triplets Classic \| – \| \| 6. September 2015 – 12. September 2015 1 Woche \| 1 \| 레드벨벳 / Red Velvet \| The Red – The 1st Album \| – \| \| 13. September 2015 – 19. September 2015 1 Woche \| 1 \| 슈퍼주니어 / Super Junior \| Magic \| – \| \| 20. September 2015 – 26. September 2015 1 Woche \| 1 \| 씨엔블루 / CNBLUE \| 2gether \| – \| \| 27. September 2015 – 3. Oktober 2015 1 Woche \| 1 \| GOT7 \| MAD \| – \| \| 4. Oktober 2015 – 10. Oktober 2015 1 Woche \| 1 \| iKON \| Welcome Back (Half Album) \| Das halbe Debütalbum der Band enthält sechs Titel, fünf davon waren im Dezember auch auf dem Full Album, das wieder Platz eins erreichte. \| \| 11. Oktober 2015 – 17. Oktober 2015 1 Woche \| 1 \| 규현 / Kyuhyun \| 다시, 가을이 오면 / Fall, Once Again (EP) \| – \| \| 18. Oktober 2015 – 24. Oktober 2015 1 Woche \| 1 \| 준수 / Xia \| 꼭 어제 / Yesterday \| – \| \| 25. Oktober 2015 – 31. Oktober 2015 1 Woche \| 1 \| f(x) \| 4 Walls – The 4th Album \| – \| \| 1. November 2015 – 7. November 2015 1 Woche \| 1 \| 조성진 / Seong-Jin Cho \| 2015 쇼팽 콩쿠르 우승 실황앨범 / Winner of the 17th international Chopin Piano Competition \| – \| \| 8. November 2015 – 14. November 2015 1 Woche \| 1 \| 빅스 / VIXX \| Chained Up \| – \| \| 15. November 2015 – 28. November 2015 2 Wochen \| 2 \| B.A.P \| Matrix \| – \| \| 29. November 2015 – 5. Dezember 2015 1 Woche (insgesamt 2) \| 2 \| 방탄소년단 / BTS \| 화양연화 pt.2 / In the Mood for Love Pt. 2 \| – \| \| 6. Dezember 2015 – 19. Dezember 2015 2 Wochen (insgesamt 3) \| 3 \| Exo \| Sing for You (Korean Ver.) \| – \| \| 20. Dezember 2015 – 26. Dezember 2015 1 Woche \| 1 \| iKON \| Welcome Back (Full Album) \| Fünf Titel des Albums waren bereits im Oktober als EP veröffentlicht worden und auf Platz eins gewesen. \| \| 27. Dezember 2015 – 2. Januar 2016 1 Woche (insgesamt 3) \| 3 \| Exo \| Sing for You (Korean Ver.) \| – \| |                                        |                                        |                                                                                               | |
| ← 2014 |                                        |                                        |                                                                                               | → 2016 → |
| Zeitraum | Wo. ges.                               | Interpret                              | Titel                                                                                         | Zusätzliche Informationen |
| (Zeitraum, Wochen auf Platz eins, Interpret, Titel, zusätzliche Informationen) |                                        |                                        |                                                                                               | |
| 28. Dezember 2014 – 3. Januar 2015 1 Woche | 1                                      | 소나무 / Sonamoo                       | Deja Vu                                                                                       | – |
| 4. Januar 2015 – 10. Januar 2015 1 Woche | 1                                      | 비투비 / BtoB                          | The Winter’s Tale                                                                             | – |
| 11. Januar 2015 – 17. Januar 2015 1 Woche | 1                                      | 종현 / Jonghyun                        | Base – The 1st Mini Album                                                                     | – |
| 18. Januar 2015 – 24. Januar 2015 1 Woche (insgesamt 2) | 2                                      | 정용화 / Jung Yong Hwa                 | 어느 멋진 날 / One Fine Day                                                                   | – |
| 25. Januar 2015 – 31. Januar 2015 1 Woche (insgesamt 2) | 2                                      | 인피니트H / Infinite H                 | Fly Again                                                                                     | – |
| 1. Februar 2015 – 7. Februar 2015 1 Woche (insgesamt 2) | 2                                      | 정용화 / Jung Yong Hwa                 | 어느 멋진 날 / One Fine Day                                                                   | – |
| 8. Februar 2015 – 14. Februar 2015 1 Woche (insgesamt 2) | 2                                      | 인피니트H / Infinite H                 | Fly Again                                                                                     | – |
| 15. Februar 2015 – 21. Februar 2015 1 Woche | 1                                      | 니엘 / Niel                            | ONIELy – 1st Solo                                                                             | – |
| 22. Februar 2015 – 28. Februar 2015 1 Woche | 1                                      | 빅스 / VIXX                            | Boys’ Record                                                                                  | – |
| 1. März 2015 – 7. März 2015 1 Woche | 1                                      | 준수 / Xia                             | Flower                                                                                        | – |
| 8. März 2015 – 14. März 2015 1 Woche | 1                                      | 동해&은혁 / Super Junior D&E           | The Beat Goes On                                                                              | – |
| 15. März 2015 – 21. März 2015 1 Woche | 1                                      | 레드벨벳 / Red Velvet                  | Ice Cream Cake – The 1st Mini Album                                                           | – |
| 22. März 2015 – 28. März 2015 1 Woche | 1                                      | FT 아일랜드 / F. T. Island             | I Will                                                                                        | – |
| 29. März 2015 – 25. April 2015 4 Wochen | 4                                      | Exo                                    | Exodus (Korean Ver.)                                                                          | – |
| 26. April 2015 – 2. Mai 2015 1 Woche | 1                                      | 빅뱅 / Big Bang                        | M                                                                                             | – |
| 3. Mai 2015 – 9. Mai 2015 1 Woche (insgesamt 2) | 2                                      | 방탄소년단 / BTS                       | 화양연화 pt.1 / The Most Beautiful Moment in Life, Part 1                                     | – |
| 10. Mai 2015 – 16. Mai 2015 1 Woche | 1                                      | 김성규 / Kim Sung-kyu                  | 27 – 2nd Mini Album                                                                           | – |
| 17. Mai 2015 – 30. Mai 2015 2 Wochen | 2                                      | 샤이니 / Shinee                        | Odd – The 4th Album                                                                           | – |
| 31. Mai 2015 – 13. Juni 2015 2 Wochen | 2                                      | Exo                                    | Love Me Right – The 2nd Album Repackage (Korean Ver.)                                         | – |
| 14. Juni 2015 – 20. Juni 2015 1 Woche | 1                                      | 2PM                                    | No. 5                                                                                         | – |
| 21. Juni 2015 – 27. Juni 2015 1 Woche | 1                                      | 틴 탑 / Teen Top                       | Natural Born Teen Top                                                                         | – |
| 28. Juni 2015 – 4. Juli 2015 1 Woche | 1                                      | 비투비 / BtoB                          | Complete                                                                                      | – |
| 5. Juli 2015 – 11. Juli 2015 1 Woche | 1                                      | 빅뱅 / Big Bang                        | D                                                                                             | – |
| 12. Juli 2015 – 18. Juli 2015 1 Woche | 1                                      | 인피니트 / Infinite                    | Reality                                                                                       | – |
| 19. Juli 2015 – 24. Juli 2015 1 Woche | 1                                      | 동방신기 / TVXQ                        | Rise as God                                                                                   | – |
| 25. Juli 2015 – 1. August 2015 1 Woche | 1                                      | 비스트 / Beast                         | Ordinary                                                                                      | – |
| 2. August 2015 – 8. August 2015 1 Woche | 1                                      | 샤이니 / Shinee                        | Married to the Music – The 4th Album Repackage                                                | – |
| 9. August 2015 – 15. August 2015 1 Woche | 1                                      | 빅뱅 / Big Bang                        | E                                                                                             | – |
| 16. August 2015 – 29. August 2015 2 Wochen | 2                                      | 소녀시대 / Girls’ Generation           | Lion Heart – The 5th Album                                                                    | – |
| 30. August 2015 – 5. September 2015 1 Woche | 1                                      | (Verschiedene Interpreten)             | 삼둥이 클래식: 대한, 민국, 만세와 함께하는 클래식 음악 여행 / Song Il Kook’s Triplets Classic | – |
| 6. September 2015 – 12. September 2015 1 Woche | 1                                      | 레드벨벳 / Red Velvet                  | The Red – The 1st Album                                                                       | – |
| 13. September 2015 – 19. September 2015 1 Woche | 1                                      | 슈퍼주니어 / Super Junior              | Magic                                                                                         | – |
| 20. September 2015 – 26. September 2015 1 Woche | 1                                      | 씨엔블루 / CNBLUE                      | 2gether                                                                                       | – |
| 27. September 2015 – 3. Oktober 2015 1 Woche | 1                                      | GOT7                                   | MAD                                                                                           | – |
| 4. Oktober 2015 – 10. Oktober 2015 1 Woche | 1                                      | iKON                                   | Welcome Back (Half Album)                                                                     | Das halbe Debütalbum der Band enthält sechs Titel, fünf davon waren im Dezember auch auf dem Full Album, das wieder Platz eins erreichte. |
| 11. Oktober 2015 – 17. Oktober 2015 1 Woche | 1                                      | 규현 / Kyuhyun                         | 다시, 가을이 오면 / Fall, Once Again (EP)                                                     | – |
| 18. Oktober 2015 – 24. Oktober 2015 1 Woche | 1                                      | 준수 / Xia                             | 꼭 어제 / Yesterday                                                                           | – |
| 25. Oktober 2015 – 31. Oktober 2015 1 Woche | 1                                      | f(x)                                   | 4 Walls – The 4th Album                                                                       | – |
| 1. November 2015 – 7. November 2015 1 Woche | 1                                      | 조성진 / Seong-Jin Cho                 | 2015 쇼팽 콩쿠르 우승 실황앨범 / Winner of the 17th international Chopin Piano Competition    | – |
| 8. November 2015 – 14. November 2015 1 Woche | 1                                      | 빅스 / VIXX                            | Chained Up                                                                                    | – |
| 15. November 2015 – 28. November 2015 2 Wochen | 2                                      | B.A.P                                  | Matrix                                                                                        | – |
| 29. November 2015 – 5. Dezember 2015 1 Woche (insgesamt 2) | 2                                      | 방탄소년단 / BTS                       | 화양연화 pt.2 / In the Mood for Love Pt. 2                                                    | – |
| 6. Dezember 2015 – 19. Dezember 2015 2 Wochen (insgesamt 3) | 3                                      | Exo                                    | Sing for You (Korean Ver.)                                                                    | – |
| 20. Dezember 2015 – 26. Dezember 2015 1 Woche | 1                                      | iKON                                   | Welcome Back (Full Album)                                                                     | Fünf Titel des Albums waren bereits im Oktober als EP veröffentlicht worden und auf Platz eins gewesen.                                   |
| 27. Dezember 2015 – 2. Januar 2016 1 Woche (insgesamt 3) | 3                                      | Exo                                    | Sing for You (Korean Ver.)                                                                    | – |

## Jahreshitparaden
| ← 2014 ← | Liste der Nummer-eins-Hits in Südkorea | Liste der Nummer-eins-Hits in Südkorea       | Liste der Nummer-eins-Hits in Südkorea | 2016 →   |
| \| Singles \| Position# \| Alben \| \| ------------------------------------------------------------------ \| --------- \| -------------------------------------------- \| \| Bang Bang Bang (뱅뱅뱅) Big Bang \| 1 \| Exodus (Korean Ver.) EXO \| \| Loser Big Bang \| 2 \| Sing for You (Korean Ver.) EXO \| \| You from the Same Time (같은 시간 속의 너) Naul \| 3 \| Love Me Right EXO \| \| Bae Bae Big Bang \| 4 \| Exodus (Chinese Ver.) EXO \| \| Eat (꺼내 먹어요) Zion.T \| 5 \| The Most Beautiful Moment in Life, Pt. 2 BTS \| \| Shouldn’t Have (이럴거면 그러지말지) Baek A-yeon (feat. Younghyun) \| 6 \| The Most Beautiful Moment in Life, Pt. 1 BTS \| \| Call Me Baby EXO \| 7 \| Sing for You (Chinese Ver.) EXO \| \| Wi Ing Wi Ing (위잉위잉) Hyukoh \| 8 \| Odd Shinee \| \| Sugar Maroon 5 \| 9 \| Devil Super Junior \| \| Leon (레옹) EU God-G Isn’t EU \| 10 \| Rise as God TVXQ \| |                                        |                                              |                                        |          |
| ← 2014 |                                        |                                              |                                        | → 2016 → |
| Singles | Position#                              | Alben                                        |                                        |          |
| Bang Bang Bang (뱅뱅뱅) Big Bang | 1                                      | Exodus (Korean Ver.) EXO                     |                                        |          |
| Loser Big Bang | 2                                      | Sing for You (Korean Ver.) EXO               |                                        |          |
| You from the Same Time (같은 시간 속의 너) Naul | 3                                      | Love Me Right EXO                            |                                        |          |
| Bae Bae Big Bang | 4                                      | Exodus (Chinese Ver.) EXO                    |                                        |          |
| Eat (꺼내 먹어요) Zion.T | 5                                      | The Most Beautiful Moment in Life, Pt. 2 BTS |                                        |          |
| Shouldn’t Have (이럴거면 그러지말지) Baek A-yeon (feat. Younghyun) | 6                                      | The Most Beautiful Moment in Life, Pt. 1 BTS |                                        |          |
| Call Me Baby EXO | 7                                      | Sing for You (Chinese Ver.) EXO              |                                        |          |
| Wi Ing Wi Ing (위잉위잉) Hyukoh | 8                                      | Odd Shinee                                   |                                        |          |
| Sugar Maroon 5 | 9                                      | Devil Super Junior                           |                                        |          |
| Leon (레옹) EU God-G Isn’t EU | 10                                     | Rise as God TVXQ                             |                                        |          |